# Girls Just Want to Have Fun
〈Girls Just Want to Have Fun〉은 신디 로퍼의 노래이다. 신디의 첫 메이저 싱글이자 정규 데뷔 앨범 《She's So Unusual》의 리드 싱글이다. 빌보드 핫 100 2위와 영국 싱글 차트 2위를 한 곡이다. 미국 음반 산업 협회(RIAA) 인증 플래티넘 등급을 받은 곡이다.